# Landratsamt Schötmar
| Basisdaten                           | Basisdaten                                         |
| ------------------------------------ | -------------------------------------------------- |
| Bestandszeitraum                     | 1879–1927 (Verwaltungsamt) 1927–1932 (Landratsamt) |
| Verwaltungssitz                      | Schötmar                                           |
| Fläche                               | 158 km² (1910)                                     |
| Einwohner                            | 24.395 (1910)                                      |
| Bevölkerungsdichte                   | 154 Einw./km² (1910)                               |
| Gemeinden                            | 34 (1910)                                          |
|                                      |                                                    |
| Lippe am Anfang des 20. Jahrhunderts |                                                    |

Das Landratsamt Schötmar war von 1927 bis 1932 ein Verwaltungsbezirk im Freistaat Lippe mit Sitz in der Stadt Schötmar. Es ging aus dem Verwaltungsamt Schötmar hervor, das 1879 im Fürstentum Lippe eingerichtet worden war.

## Geschichte
1879 wurden im Fürstentum Lippe fünf Verwaltungsämter gebildet, darunter im Westen des Fürstentums das Verwaltungsamt Schötmar. Es deckte ungefähr das Gebiet der heutigen Gemeinden Bad Salzuflen, Leopoldshöhe und Oerlinghausen im Kreis Lippe ab. Die damalige Stadt Salzuflen blieb amtsfrei und gehörte dem Verwaltungsamt nicht an. Das Verwaltungsamt war in die beiden Ämter Schötmar und Oerlinghausen untergliedert.
1919 wurde aus dem Fürstentum Lippe der Freistaat Lippe. 1921 wurde auch die Stadt Schötmar amtsfrei, ebenso die Stadt Oerlinghausen im Jahre 1926. Durch das Lippische Gemeindeverfassungsgesetz von 1927 wurde zum 1. April 1928 das Verwaltungsamt Schötmar zum Landratsamt Schötmar erhoben. Da die lippischen Landratsämter während der Weltwirtschaftskrise nicht mehr in der Lage waren, die Kosten der Arbeitslosen- und Krisenfürsorge zu finanzieren, wurde am 14. Oktober 1931 eine Verordnung zur Gliederung des Freistaats Lippe in zwei Kreise erlassen. Zum 1. April 1932 wurde das Landratsamt Schötmar aufgelöst und mit dem Landratsamt Brake sowie den bis dahin amtsfreien Städten Barntrup und Oerlinghausen zum neuen Kreis Lemgo zusammengefasst. Die Stadt Schötmar wurde am 1. April 1932 in die Stadt Bad Salzuflen eingemeindet, schied am 1. April 1933 wieder aus dieser aus und war seitdem eine Stadt im Kreis Lemgo. 1934 wurden auch noch die Städte Lemgo und Bad Salzuflen in den neuen Kreis eingegliedert.

## Einwohnerentwicklung
|           | Verwaltungsamt Schötmar |        |        |
| Jahr      | 1895                    | 1910   | 1925   |
| Einwohner | 21.997                  | 24.395 | 26.788 |

## Gemeinden
Gemeinden des Verwaltungsamts Schötmar mit mehr als 1.000 Einwohnern (Stand 1925):
| Gemeinde      | Einwohner |
| ------------- | --------- |
| Greste        | 1.175     |
| Oerlinghausen | 3.071     |
| Währentrup    | 1.015     |
| Wellentrup    | 1.101     |
| Ehrsen-Breden | 1.169     |
| Holzhausen    | 1.123     |
| Lockhausen    | 1.223     |
| Schötmar      | 4.562     |
| Unterwüsten   | 1.003     |
| Werl-Aspe     | 2.181     |